# درو گودن
درو گودن (انگلیسی: Drew Gooden؛ زادهٔ ۲۴ سپتامبر ۱۹۸۱) بازیکن بسکتبال اهل ایالات متحده آمریکا است.
از باشگاه‌هایی که در آن بازی کرده‌است می‌توان به ممفیس گریزلیز، اورلندو مجیک، ساکرامنتو کینگز، شیکاگو بولز، لس آنجلس کلیپرز، دالاس ماوریکس، کلیولند کاوالیرز، میلواکی باکس، و سن آنتونیو اسپرز اشاره کرد.